# Auguste Durand
Marie-Auguste Massacrié-Durand (* 18. Juli 1830 in Paris; † 31. Mai 1909) war ein französischer Verleger, Organist und Komponist.

## Leben
Er studierte am Pariser Konservatorium bei François Benoist. Als Organist arbeitete er ab 1849 in Saint-Ambroise, später in Ste-Geneviève, St-Roch und St-Vincent-de-Paul (1862–1874).
Zu seinen bekannteren Werken gehört der Valse (Walzer) in Es-Dur, Opus 83.

## Gründung des Musikverlags
Zusammen mit Louis Schoenewerk gründete Durand 1869 den Verlag Durand-Schoenewerk & Cie., der zu einem der bedeutendsten Verlage französischer Komponisten wie Jules Massenet, Claude Debussy und Camille Saint-Saëns wurde. Durand begann ab 1905 mit der Herausgabe des Gesamtwerks von Maurice Ravel.